# Agryz
Agryz (ros. Агрыз; tat. Әгерҗе, Ägerce) – miasto w Rosji, w Tatarstanie, u podnóża Wzniesienia Sarapulskiego, na brzegu rzeki Iż, siedziba administracyjna rejonu agryzskiego. W 2015 roku liczyło ok. 19,7 tys. mieszkańców.
Założone w 1915 roku, od 1928 roku osiedle typu miejskiego. W 1938 roku otrzymało prawa miejskie.
W mieście znajduje się węzeł kolejowy.